# Rabah Djennadi
Rabah Djennadi (ur. 3 czerwca 1959 w Tizi Wuzu) – algierski piłkarz grający na pozycji prawego obrońcy. W swojej karierze rozegrał 6 meczów w reprezentacji Algierii.

## Kariera klubowa
Swoja karierę piłkarską Djennadi rozpoczął w klubie JH Djazaïr. Zadebiutował w nim w 1977 roku i grał w nim do 1983 roku. Wtedy też przeszedł do JE Tizi Wuzu. W sezonie 1984/1985 wywalczył z nim mistrzostwo Algierii. Po tym sukcesie odszedł do francuskiego drugoligowego SS Istres. Po dwóch latach gry w nim przeszedł do trzecioligowego Olympique Avignon. W 1989 roku trafił do US Saint-Malo i grał w nim do końca kariery, czyli do 1993 roku.

## Kariera reprezentacyjna
W reprezentacji Algierii Djennadi zadebiutował w 1981 roku. W 1982 roku powołano go do kadry na Puchar Narodów Afryki 1982. Zagrał na nim w dwóch meczach: półfinałowym z Ghaną (2:3 po dogrywce) oraz o 3. miejsce z Zambią (0:2). Z Algierią zajął 4. miejsce w tym turnieju. W kadrze narodowej od 1981 do 1982 wystąpił 6 razy.